# Municipio de Goose Lake (Illinois)
El municipio de Goose Lake (en inglés: Goose Lake Township) es un municipio ubicado en el condado de Grundy en el estado estadounidense de Illinois. En el año 2010 tenía una población de 1674 habitantes y una densidad poblacional de 21,58 personas por km².

## Geografía
El municipio de Goose Lake se encuentra ubicado en las coordenadas 41°21′43″N 88°18′32″O / 41.36194, -88.30889. Según la Oficina del Censo de los Estados Unidos, el municipio tiene una superficie total de 77.56 km², de la cual 64,56 km² corresponden a tierra firme y (16.76 %) 13 km² es agua.

## Demografía
Según el censo de 2010, había 1674 personas residiendo en el municipio de Goose Lake. La densidad de población era de 21,58 hab./km². De los 1674 habitantes, el municipio de Goose Lake estaba compuesto por el 98,09 % blancos, el 0,24 % eran afroamericanos, el 0,06 % eran amerindios, el 0,3 % eran asiáticos, el 0,42 % eran de otras razas y el 0,9 % eran de una mezcla de razas. Del total de la población el 2,03 % eran hispanos o latinos de cualquier raza.